# Dampierosa daruma
Dampierosa daruma là danh pháp khoa học của một loài cá biển trong chi Dampierosa của họ Cá mao mặt quỷ (Synanceiidae) bản địa đông Ấn Độ Dương, nơi nó được tìm thấy trong các rạn đá ngầm ở vùng biển thuộc Australia.